# Juan Lissón de Tejada
Juan Lissón de Tejada (Logroño, ? – Canal de las Bahamas, 1545), magistrado español que fue uno de los cuatro oidores de la primera Real Audiencia de Lima, en el Virreinato del Perú.

## Biografía
Era alcalde de los hijosdalgo en la Real Audiencia de Valladolid cuando fue promovido como oidor de la recién fundada Real Audiencia de Lima, en el Perú (1 de marzo de 1543).
Atravesó el océano  Atlántico junto con Blasco Núñez Vela, el primer virrey del Perú. Llegó a Panamá y de allí pasó a Lima.  Rápidamente acordó con el resto de oidores (Diego Vásquez de Cépeda, Juan Álvarez, y Pedro Ortiz de Zárate) hacer todo lo posible para evitar que la voluntad del virrey se impusiera sobre los acuerdos de la Audiencia. 
La intransigencia del virrey en aplicar las Leyes Nuevas y sus violencias motivó el alzamiento de los encomenderos al mando de Gonzalo Pizarro. Pronto, Lissón empezó a exagerar el número de seguidores que tenía el rebelde, así como a hablar de sus éxitos, lo que hizo sospechar que hubiese aceptado un soborno de Pizarro. Finalmente apoyó la prisión del virrey y su remisión a España. Luego, firmó con el oidor Álvarez la provisión que nombraba como presidente, gobernador y capitán general del Perú al oidor Cepeda. Poco después ingresaba Gonzalo Pizarro a Lima y todos los oidores firmaron la provisión que hacía a este caudillo Gobernador del Perú (28 de octubre de 1544).
Poco después, Lissón fue designado como uno de los dos procuradores de Gonzalo Pizarro (el otro era Francisco Maldonado) enviados a España para informar al emperador Carlos V sobre los sucesos del Perú y justificar la conducta del caudillo rebelde. Pero falleció en alta mar cuando cruzaba el canal de las Bahamas y su cuerpo fue arrojado al mar.